# Вилхелм Кризоли
Вилхелм Кризоли (на немски: Wilhelm Crisolli) е немски офицер служил по време на Първата и Втората световна война.

## Биография

### Ранен живот и Първа световна война (1914 – 1918)
Вилхелм Кризоли е роден на 20 януари 1895 г. в Берлин, Германска империя. Присъединява се към армията и през август 1914 г. става офицерски кадет. По време на Първата световна война служи в стрелкови подразделения и до края на войната се издига до звание лейтенант.

#### Междувоенен период
В междувоенния период служи в Райхсвера, където командва кавалерийски подразделения.

### Втора световна война (1939 – 1945)
В началото на Втора световна война, достигнал звание оберстлейтенант, командва 8-и стрелкови полк (3 юни 1940 г.), а на 1 май 1942 г. поема командването на 13-а стрелкова бригада. Следват редица назначения в моторизирани и танкови подразделения: на 1 декември 1942 г. поема 13-а танкова дивизия, на 20 май 1943 г. – 16-а танкова-гренадирска дивизия, на 10 юли 1943 г. – 333-та пехотна дивизия, а на 25 юли 1943 г. заема поста командир на 6-а танкова дивизия. На 25 ноември 1943 г. поема ръководстово на 20-а щурм-дивизия на Луфтвафе, с която взема участие в боевете в Италия.

#### Смърт
Убит е на 12 септември 1944 г. от италиански партизани.

## Военна декорация
| - Германски орден „Железен кръст“ (1914) – II (?) и I степен (?) - Германски орден „Кръст на честта“ (?) - Медал Судетия (?) - Германска Пехотна щурмова значка (?) - Германски орден Железен кръст (1939, повторно) – II (26 септември 1939) и I степен (8 октомври 1939) | - Германска Танкова значка (?) - Германски медал „За зимна кампания на изтока 1941/42 г.“ (?) - Германска Значка за раняване (1939) – черна (?) - Рицарски кръст (15 юли 1941) |